# Musée Médard

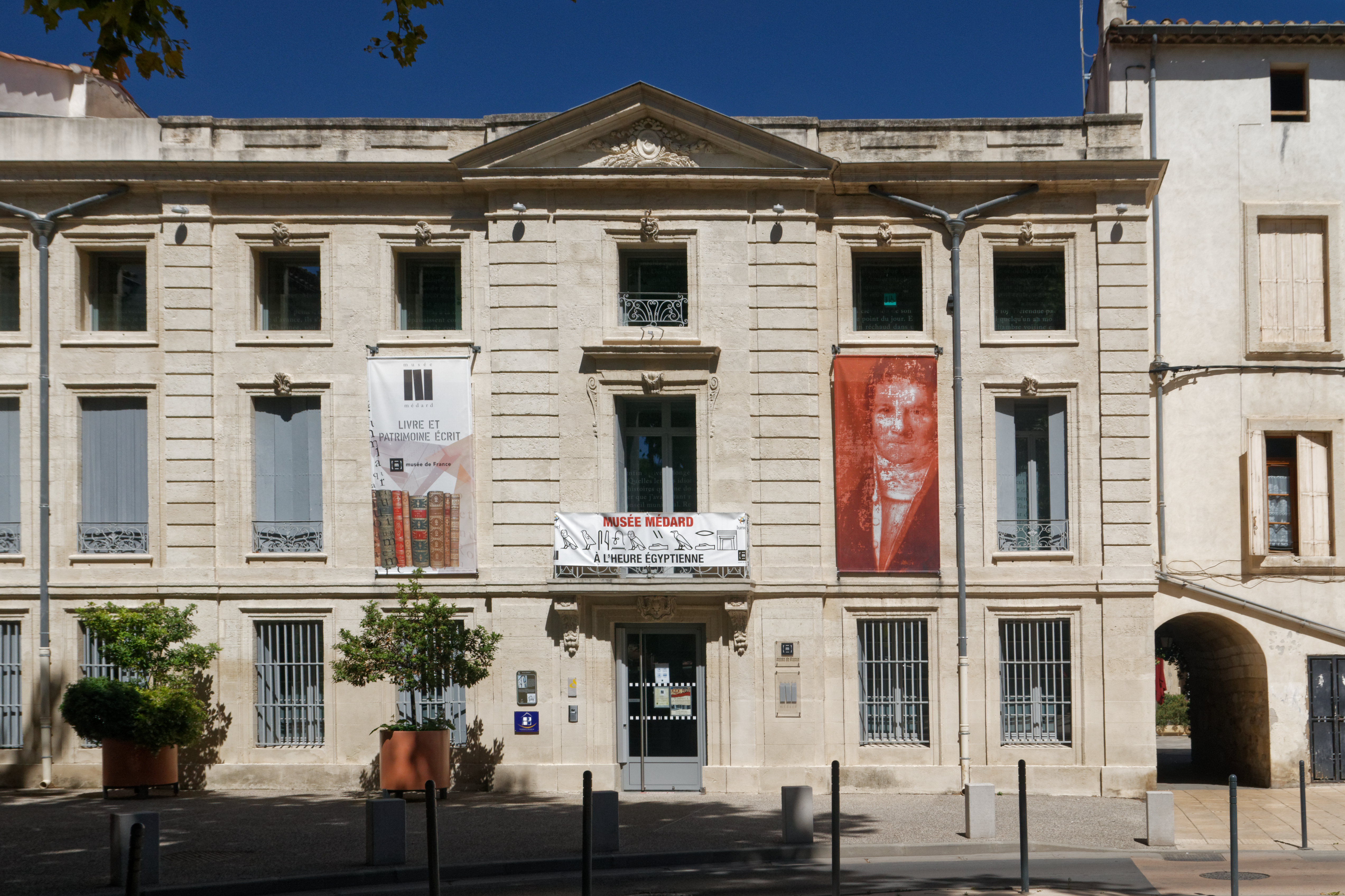
Museumsgebäude

Das Musée Médard ist ein kommunales Museum für Buchkunst in Lunel im französischen Département Hérault.

## Geschichte
Das Museum ist nach Louis Médard (1768–1841) benannt, einem Großkaufmann aus bürgerlicher protestantischer Familie, der im Laufe seines Lebens eine umfangreiche bibliophile Sammlung zusammenstellte und sie nach seinem Tod seiner Heimatgemeinde vermachte. Sie galt damals als umfangreichste Sammlung im Département Hérault.
Untergebracht ist das Museum im Hôtel Paulet, das früher als Rathaus und Gemeindebibliothek diente. Es wurde in den Jahren 2010 bis 2013 umfassend renoviert und im Dezember 2013 als Museum mit 600 m² Ausstellungsfläche neu eröffnet.

## Sammlung und Ausstellung
Die Sammlung Médard umfasst die vollständig erhaltene authentische Bibliothek des Stifters mit rund 5000 Bänden des 12. bis 19. Jahrhunderts (Handschriften und Drucke). Darunter finden sich auch wertvolle Buchbindearbeiten aus Werkstätten in Paris und Montpellier. Ergänzt wird die Sammlung durch Grafiken und Bilderalben sowie Objekte und Werkzeuge zur Veranschaulichung der Druck- und Buchbindetechnik.